# Liberty (Costa Rica)
Liberty (legalmente Liberty Communications of Costa Rica LLC) es una empresa de telecomunicaciones costarricense, propiedad de Liberty Latin America. Comenzó sus operaciones con el nombre de Movistar a mediados de noviembre de 2011 como la filial nacional de la empresa española Telefónica. En junio de 2022, la empresa cambió de nombre a "Liberty" tras ser adquirida por el consorcio transnacional Liberty Latin America.

## Historia
Movistar fue una de las dos operadoras transnacionales que compraron las dos frecuencias de telefonía disponibles que la Superintendencia de Telecomunicaciones (Sutel) ofrecía a diferentes empresas extranjeras. La segunda operadora que aceptó la oferta fue Claro, perteneciente a la empresa mexicana América Móvil.
Movistar aclaró que empezarían a operar con una cobertura limitada en la Gran Área Metropolitana. También, la empresa afirmó que iba a aumentar cobertura en el resto del país con el paso del tiempo. Según el contrato hecho por las operadoras con la Sutel, Movistar tenía un plazo hasta julio del 2012 para completar la primera fase de cobertura celular.
También, la empresa anunció el lanzamiento de un servicio de televisión satelital y video bajo demanda a partir de enero de 2018, tal como ya fue lanzado en El Salvador, Guatemala y Nicaragua.
El 20 de febrero de 2019, la empresa europea Millicom anunció la compra de Movistar Costa Rica, por lo que esta empresa iba a pasar a manos de Tigo, ya que, el 30 de agosto de 2019, la Superintendencia de Telecomunicaciones de Costa Rica aprobó la compra de Movistar Costa Rica por parte de Tigo. Sin embargo, el grupo Millicom International Cellular hizo firme el sábado 2 de mayo del 2020 su intención de romper el acuerdo con Telefónica para la compra de la operación de la española en Costa Rica, según indicó a través de un escueto comunicado. El pacto de compraventa ascendía a 570 millones de dólares y contaba ya con aprobaciones de distintas autoridades competentes.
En julio del 2020, la empresa estadounidense Liberty Latin America anunció que firmó un acuerdo definitivo para adquirir las operaciones de Telefónica Costa Rica (Movistar), el segundo operador de servicios móviles más grande de Costa Rica.
El 9 de agosto del 2021, se dio a conocer la nueva etapa de Movistar Costa Rica bajo dirección de Liberty Latin America, pues tanto el cableoperador Cabletica (también operado por Liberty Latin America) como Movistar publicaron en sus redes sociales una campaña llamada "Juntos Mucho Mejor", con la que finalmente se cristalizó la fusión entre Movistar y Cabletica.
El 1 de agosto de 2024, se anunció que las empresas Liberty Latin America (LLA) y Millicom Tigo tienen la intención de fusionar sus servicios en Costa Rica.